# Stuart St. Paul
Stuart St. Paul (* 1954 in London, England, Großbritannien) ist ein britischer Filmregisseur, Stuntman, Stunt-Koordinator, Schauspieler und Autor von Kriminalromanen.

## Leben und Privates
Stuart St. Paul wurde 1954 in London als Stuart Aikman geboren. Er hat einen Bruder namens Graham Aikmain, der ein leitender Fachmann für Spezialeffekte ist.
Er ist mit der Schauspielerin und Kreuzfahrt-TV-Präsentiererin Jean Heard verheiratet und hat zwei Kinder, Luke und Laura Aikman, wobei letztere ebenfalls Schauspielerin geworden ist.

## Filmographie (Auswahl)

### Als Filmregisseur
- 1996: The Usual Children
- 1998: The Scarlet Tunic
- 1999: Interview with a Dead Man
- 2003: Devil's Gate
- 2010: Freight
- 2013: Bula Quo!

### Als Regisseur (Serien)
- 2016: Shades of Bad (3 Episoden)
- 2016: Doris Visits

### Als Stunt-Koordinator
- 2004: I – Proud to Be an Indian
- 2014: Mrs. Brown's Boys D'Movie

### Als Stuntman
Von 1980 bis 1984 als Stuntman unter Stunt-Koordinator Bob Simmons:
- 1981: James Bond 007 – In tödlicher Mission (engl. Titel: For Your Eyes Only)
- 1983: James Bond 007 – Octopussy

### Serien
Mitwirkung als Stuntman, Stunt-Koordinator oder in anderer Funktion:
- Seit 1994: Emmerdale
- Coronation Street
- Status Quo
- Casualty
- The Bill
- Prime Suspect
- Band Of Gold

## Auszeichnungen (Auswahl)
- 2010: Auszeichnung in der Kategorie Best Director / Best of the Fest für Freight beim Breckenridge Film Festival in Breckenridge (Colorado), USA.[2][3]
- 2010: Auszeichnung in der Kategorie Silver Palm Award als Feature-Film für Freight beim Mexico International Film Festival in Rosarito (Baja California), Mexiko.[4][5]

## Nominierungen (Auswahl)
- 2013: Nominierung beim Irina Palm d'Or in der Kategorie Worst British Director für seinen Film Bula Quo!.[6][7]
- 2004: Nominierung in der Kategorie Best Action für seine Arbeit in I – Proud to Be an Indian im Rahmen der Auswahl der Star Screen Awards in Mumbai (Maharashtra), Indien.[8]
- 2003: Nominierung in der Kategorie Directors' Week Special Jury Award für seinen Film Devil's Gate beim Fantasporto-Festival (portug.: Fantasporto – Festival Internacional de Cinema do Porto) in Porto (Porto), Portugal.[9][10]
- 1998: Nominierung in der Kategorie Best Director als Feature-Film für The Scarlet Tunic beim Cabourg Romantic Film Festival (franz.: Festival du Film de Cabourg – Journées romantiques) in Cabourg (Normandie), Frankreich.
- 1998: Nominierung in der Kategorie Best Film für The Scarlet Tunic beim Verona Film Festival (ital.: Schermi d’Amore, festival cinematografico del cinema sentimentale e melò) in Verona (Venetien), Italien.[11][12]